# Ананьева, Елена Николаевна
Еле́на Никола́евна Ана́ньева (ур. Ба́жина; 11 апреля 1948 — 2014) — советская и российская шахматистка, мастер ФИДЕ среди женщин. В составе команды Ленинграда серебряный призер первенства СССР между командами союзных республик по шахматам (1969).

## Биография
В 1966 году стала вторым призером чемпионата СССР среди девушек. В 1970-е и 1980-е годы была одной из ведущих шахматисток Ленинграда. Многократная участница чемпионатов Ленинграда по шахматам среди женщин - чемпионка Ленинграда 1985 года и пятикратный серебряный призер чемпионатов города (1969, 1972, 1973, 1981, 1983). Участвовала в финале чемпионата СССР по шахматам среди женщин в 1972 году, в котором заняла 19-e место. Представляла команду Ленинграда в первенствах СССР между командами союзных республик по шахматам (1969, 1972), где в 1969 году завоевала второе место в командном зачёте. В 2001 году стала вторым призёром чемпионата России по шахматам среди ветеранов.
Более одиннадцати лет работала детским тренером по шахматам в шахматном клубе Подростково-молодежного центра Василеостровского района Санкт-Петербурга. В память о педагоге в клубе проводились турниры памяти Елены Николаевны Ананьевой.